# فرودگاه سهنول
فرودگاه سهنول (به انگلیسی: Sahnewal Airport) (به زبان بومی: Ludhiana Airport) یک فرودگاه همگانی با کد یاتا LUH است که یک باند فرود آسفالت دارد و طول باند آن ۱۴۶۳ متر است. این فرودگاه در شهر لودهیانا کشور هند قرار دارد و در ارتفاع ۲۵۴ متری از سطح دریا واقع شده است.